# Dameneishockey-Bundesliga 2005/06
Die Dameneishockey-Bundesliga der Saison 2005/06 war eng mit der Elite Women’s Hockey League verwoben, mit deren österreichischen Vertretern ein gemeinsames Playoff um den Staatsmeistertitel ausgetragen wurde. Titelverteidiger waren die EHV Sabres Wien, die ihre Meisterschaft jedoch an die EC The Ravens Salzburg verloren.

## Modus
Es wurde ein Grunddurchgang (Dameneishockey-Bundesliga, "DEBL") mit einfacher Hin- und Rückrunde gespielt, an dem sechs Mannschaften teilnahmen. Die vier besten Mannschaften trafen in einem Playoff auf die vier österreichischen Mannschaften (DEC Dragons Klagenfurt, EC The Ravens Salzburg, Vienna Flyers, EHV Sabres Wien), die in der EWHL (Elite Women’s Hockey League) spielten:
- 1. EWHL – 4. DEBL
- 2. EWHL – 3. DEBL
- 3. EWHL – 2. DEBL
- 4. EWHL – 1. DEBL

Das Viertelfinale wurde als Hin- und Rückspiel ausgetragen. Im Halbfinale, Finale und Spiel um Platz drei wurde ein Best-of-three-Modus gespielt.

## DEBL

### Tabelle
| Platz | Team                 | GP | W  | L  | OTW | OTL | GF:GA | Pts |
| ----- | -------------------- | -- | -- | -- | --- | --- | ----- | --- |
| 1     | Red Angels Innsbruck | 10 | 10 | 0  | 0   | 0   | 78:32 | 20  |
| 2     | Gipsy Girls Villach  | 10 | 8  | 2  | 0   | 0   | 85:30 | 16  |
| 3     | 1. DEC Devils Graz   | 10 | 4  | 6  | 1   | 1   | 25:56 | 9   |
| 4     | SPG Kundl/Salzburg   | 10 | 4  | 6  | 0   | 0   | 43:56 | 8   |
| 5     | Vienna Flyers II     | 10 | 4  | 6  | 1   | 0   | 36:51 | 8   |
| 6     | Neuberg Highlanders  | 10 | 0  | 10 | 0   | 1   | 22:64 | 1   |

### Auszeichnungen
All-Star-Team
- Tor: Anja Jersin (Gipsy Girls Villach)
- Verteidigung: Inguna Lukasevica (DEHC Red Angels Innsbruck)
- Verteidigung: Tanja Stubenvoll (SPG Kundl/Salzburg)
- Angriff: Claudia Wirl (DEHC Red Angels Innsbruck)
- Angriff: Natasa Pagon (Gipsy Girls Villach)
- Angriff: Heike Tantscher (Neuberg Highlanders)

## Österreichische Staatsmeisterschaft

### Viertelfinale
| Serie                                       | Hinspiel | Rückspiel              |
| ------------------------------------------- | -------- | ---------------------- |
| EC The Ravens Salzburg – SPG Kundl/Salzburg | 9:0      | 12:0                   |
| DEC Dragons Klagenfurt – 1. DEC Devils Graz | 6:2      | 7:0                    |
| Vienna Flyers – Gipsy Girls Villach         | 8:3      | 5:0 (strafverifiziert) |
| EHV Sabres Wien – DEHC Red Angels Innsbruck | 8:1      | 3:2                    |

### Halbfinale
| Serie                                    | Hinspiel | Rückspiel |
| ---------------------------------------- | -------- | --------- |
| EC The Ravens Salzburg – EHV Sabres Wien | 8:2      | 4:2       |
| DEC Dragons Klagenfurt – Vienna Flyers   | 3:1      | 2:1 n. P. |

### Serie um Platz drei
| Serie                           | Spiel 1   | Spiel 2 |
| ------------------------------- | --------- | ------- |
| Vienna Flyers – EHV Sabres Wien | 3:4 n. P. | 1:6     |

### Finale
| Serie                                           | Spiel 1 | Spiel 2 |
| ----------------------------------------------- | ------- | ------- |
| EC The Ravens Salzburg – DEC Dragons Klagenfurt | 15:2    | 3:0     |

Mit 2:0 Siegen sicherte sich der EC The Ravens Salzburg den ersten Staatsmeistertitel.

### Meisterschaftsendstand
1. EC The Ravens Salzburg
2. DEC Dragons Klagenfurt
3. EHV Sabres Wien
4. Vienna Flyers
5. Red Angels Innsbruck
6. Gipsy Girls Villach
7. 1. DEC Devils Graz
8. SPG Kitzbühel/Salzburg

### Statistiken
| 1  | Erin Tady            | Ravens Salzburg | 6 | 17 | 10 | 27 | 16 | 1 | 4 | 2 |
| 2  | Deana Clarke         | Ravens Salzburg | 6 | 12 | 5  | 17 | 8  | 2 | 0 | 2 |
| 3  | Sarah Seywald        | Ravens Salzburg | 6 | 6  | 8  | 14 | 6  | 1 | 2 | 1 |
| 4  | Ilze Bicevska        | Ravens Salzburg | 5 | 4  | 10 | 14 | 8  | 0 | 1 | 1 |
| 5  | Denise Altmann       | EHV Sabres      | 4 | 9  | 3  | 12 | 8  | 3 | 1 | 0 |
| 6  | Vera Pancakova       | DEC Dragons     | 6 | 9  | 3  | 12 | 4  | 0 | 2 | 2 |
| 7  | Belinda Strer        | EHV Sabres      | 6 | 7  | 3  | 10 | 14 | 0 | 1 | 0 |
| 8  | Marion Rothböck      | Ravens Salzburg | 6 | 1  | 8  | 9  | 8  | 1 | 0 | 0 |
| 9  | Andrea Stader        | Ravens Salzburg | 6 | 5  | 3  | 8  | 0  | 2 | 0 | 0 |
| 10 | Caroline Oberleitner | DEC Dragons     | 6 | 2  | 6  | 8  | 4  | 0 | 0 | 1 |

| 1 | Nina Geyer        | Ravens Salzburg        | 6 | 360 | 6 | 0 | 0 | 3 | 6  | 1.00  | 109 | 94.50 |
| 2 | Sandra Borschke   | EHV Sabres             | 6 | 365 | 3 | 1 | 2 | 0 | 19 | 3.12  | 274 | 93.07 |
| 3 | Christine Geiger  | DEC Dragons            | 6 | 363 | 3 | 1 | 2 | 0 | 22 | 3.64  | 219 | 89.95 |
| 4 | Eva Borhegyi      | Vienna Flyers          | 5 | 282 | 1 | 2 | 2 | 0 | 16 | 3.40  | 159 | 89.94 |
| 5 | Tina Mathi        | 1. DEC Devils Graz     | 2 | 120 | 0 | 0 | 2 | 0 | 13 | 6.50  | 71  | 81.69 |
| 6 | Daniela asser     | SPG Kitzbühel/Salzburg | 2 | 120 | 0 | 0 | 2 | 0 | 21 | 10.50 | 113 | 81.42 |
| 7 | Johanna Stabinger | Red Angels Innsbruck   | 2 | 120 | 0 | 0 | 2 | 0 | 11 | 5.50  | 43  | 74.42 |
| 8 | Anja Jersin       | Gipsy Girls Villach    | 1 | 60  | 0 | 0 | 1 | 0 | 8  | 8.00  | 30  | 73.33 |

## DEBL2
Die zweite Division konnte die zweite Mannschaft des EHV Sabres Wien vor der zweiten Mannschaft der Devils Graz und der Spielgemeinschaft Tirol/Salzburg gewinnen. Die EHV Sabres Wien II stieg damit in die DEBL auf.

### Abschlusstabelle
| Platz | Team                  | GP | W | T | L | OTW | OTL | GF:GA | Pts |
| ----- | --------------------- | -- | - | - | - | --- | --- | ----- | --- |
| 1     | EHV Sabres Wien II    | 4  | 3 | 0 | 1 | 0   | 0   | 24:10 | 6   |
| 2     | 1. DEC Devils Graz II | 4  | 3 | 0 | 1 | 0   | 0   | 18:17 | 6   |
| 3     | SPG Tirol/Salzburg    | 4  | 0 | 0 | 4 | 0   | 0   | 8:23  | 0   |